# ریشارد یاشنیویچ
ریشارد یاشنیویچ (لهستانی: Ryszard Jaśniewicz؛ ‏ ۱۵ اکتبر ۱۹۳۹ – ۴ نوامبر ۲۰۲۱) بازیگر، کارگردان نمایش، نمایشنامه‌نویس و شاعر اهل لهستان بود. وی بین سال‌های ۱۹۵۷ تا ۲۰۲۱ میلادی فعالیت می‌کرد.
از فیلم‌ها یا مجموعه‌های تلویزیونی که وی در آن‌ها نقش داشته‌است، می‌توان به اجاره‌نشین‌ها و چهار تانکچی و یک سگ اشاره نمود.
وی همچنین برندهٔ جوایزی همچون نشان افتخار شایستگی در فرهنگ لهستان شده‌است.